# Putuni

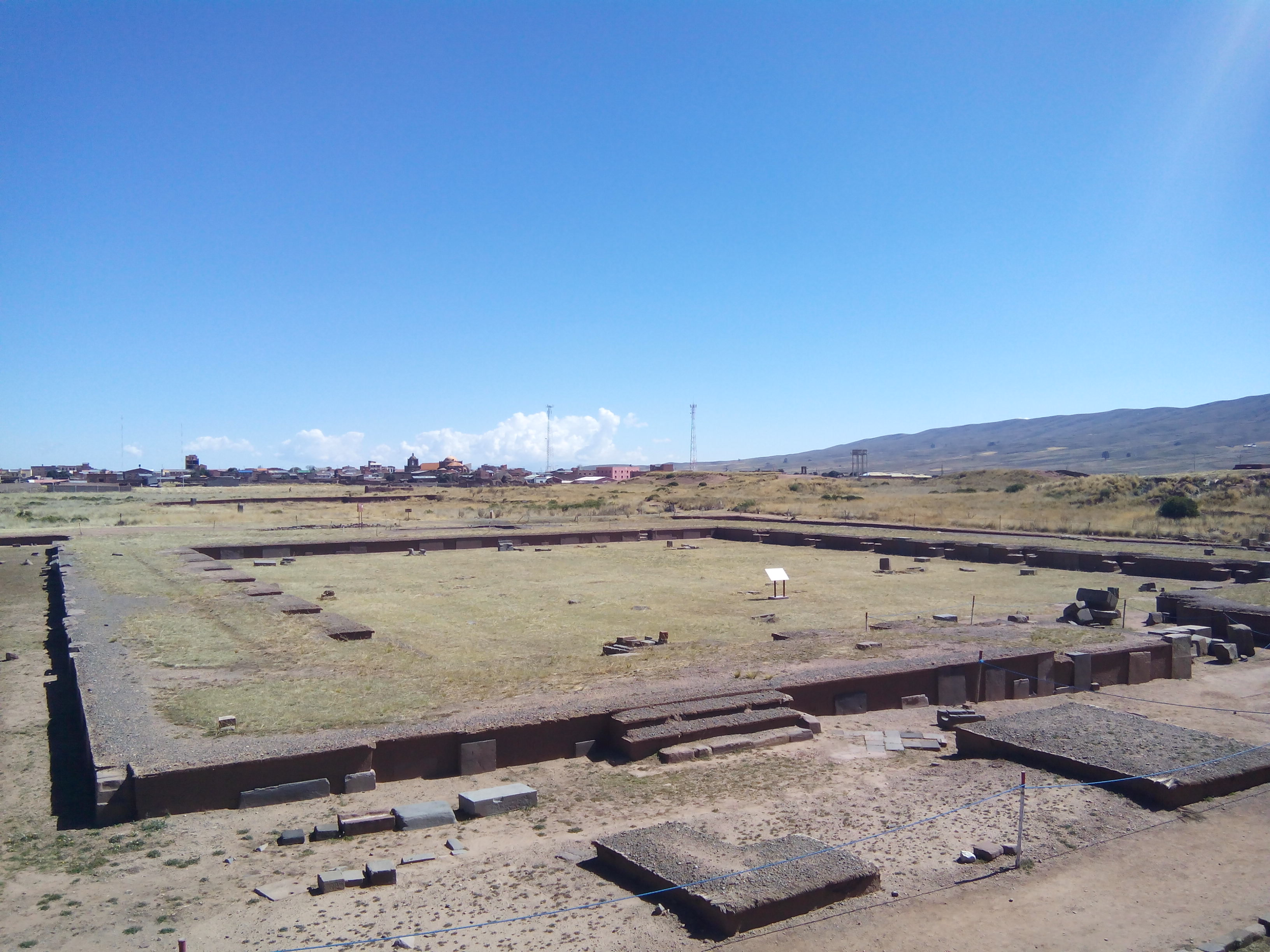
Heutiger Zustand von Putuni ohne stehende Architektur die überdauert hat

Putuni (auch Putuputuni), Putuni-Palast oder Putuni-Komplex  genannt (veraltet auch als Palast der Sarkophage bezeichnet) ist eine der Hauptstrukturen der Ruinenstätte Tiwanaku  in Bolivien und befindet sich westlich von Kalasasaya.

## Geschichte
Der Putuni-Komplex wurde als erstes vom spanischen Chronisten Pedro Cieza de León 1539 erwähnt, der angibt: „In der Nähe der Westwand des Kalasasaya-Komplexes befinden sich viele Löcher und Vertiefungen unter der Erde.“

## Lage und Bezeichnung
Putuni liegt westlich von Kalasasaya und bildet das räumliche Gegenstück zum halbunterirdischen Tempel von Tiwanaku im Osten.
Die Bezeichnung Putuputuni ist Aymara und bedeutet so viel wie ‚wo es Löcher gibt‘, was möglicherweise eine Referenz auf die Vielzahl von Nischen ist, die den zentralen Hof umgeben. Was der Zweck dieser Nischen bzw. Kammern war, ist unbekannt.

## Beschreibung
Putuni besteht aus einer erhöhten Plattform mit den Maßen von etwa 48 × 40 m, die einen offenen abgesenkten Hof umgibt, der sich im Inneren der Plattform befindet. Laut dem Großen Brockhaus von 1973 handelt es sich bei dem abgesenkten Hof um eine 2 m eingetiefte Fläche. Der Archäologe Alexei Vranich dagegen gibt an, dass die Plattform 1,2 m hoch ist. In den zentralen, abgesenkten Hof führte einst eine dreifarbige Steintreppe, die möglicherweise im Rahmen einer französischen „Mission“ demontiert und nach Paris verschifft wurde. Unmittelbar hinter dem Haupttor führten einst zwei kleine Treppen auf die erhöhte Plattform, die den Hof begrenzte.  Im Gegensatz zu den meisten Komplexen in Tiwanaku besitzt Putuni sowohl ober- als auch unterirdische Strukturen. Bemerkenswert sind hierbei die unterirdischen (heute teilweise freigelegten) monumentalen Sandstein- und Andesit-Drainagekanäle. Die monumentalen Putuni-Kanäle verlaufen 2,5 m unter Oberfläche.
Nach dem Anthropologen Charles Stanish zeichnet sich Putuni durch die schönste Architektur in den alten Anden aus.

## Haupttor
Als das Haupttor von Putuni ausgegraben wurde, war es bereits auf ein paar Lagen Steine reduziert. Im Laufe der Zeit verschwanden auch die restlichen Steine. Nur Aufnahmen von Arthur Posnansky überdauerten.

## Ausgrabungen
Bei Ausgrabungen im Jahr 1989 entdeckte der Anthropologe Alan Kolata die Überreste einer Gebäudestruktur aus, die er als „Wohnkomplex der Elite“ deutete. Unter anderem wurden die Überreste eines eleganten polychromen Gebäudes ausgegraben, welches „Palast der mehrfarbigen Räume“ getauft wurde.

## Putuni-Monolith
In Zentrum des versunkenen Hofs des Putuni-Palastes stand einst der Putuni-Monolith. Dabei handelt es sich um einen mittelgroßen Monolithen eines bestimmten Tiwanaku-Monolithengenres, den sogenannten „Monolithen mit ausgestreckten Armen“. Der Putuni-Monolith wurde bei Ausgrabungen enthauptet vorgefunden.

## Funde
- Im Putuni-Komplex wurde der untere Teil der Arapa-Blitz-Stele ausgegraben